# Músculo pterigóideo medial
O músculo pterigoideo medial é um músculo da mastigação, e o menor músculo adutor da mandíbula. É encontrado na superfície medial do ramo da mandíbula, originando-se na superfície ventral do crânio, origina-se na fossa pterigoidea. Quanto à sua inserção, ocorre na tuberosidade pterigoidea, localizada no ramo da mandibula.
É um músculo quadrilateral, em que o arranjo de fibras contém fascículos (conjunto de fibras cobertas por um tipo de tecido conjuntivo fibroso). Seu mecanismo de ação é uma combinação de elevação, protração (movimento para frente),  translação medial e rotação lateral da fileira dentária (movimentos presentes durante a abertura da boca). Depende, porém, da interação entre os feixes musculares dos lados direito e esquerdo. Agindo conjuntamente, eles protraem a mandíbula e abaixam  o mento (região do queixo) e sozinhos produzem movimentos da mandíbula de lado a lado.